# UGC 11054
UGC 11054 är en galax i stjärnbilden Draken. UGC 11054 interagerar med UGC 11066.